# Irati (Paraná)
Irati est une ville brésilienne de l'État du Paraná. Sa population était estimée à 59,339 habitants en 2014.